# Parque nacional de Doi Pha Klong
El Parque nacional de Doi Pha Klong (en tailandés: อุทยานแห่งชาติดอยผากลอง) Es el nombre que recibe un espacio natural protegido que está situado en el distrito de Long, provincia de Phrae en la parte septentrional del país asiático de Tailandia.

## Geografía
Posee una superficie estimada en 189 kilómetros cuadrados. Una vez fue llamado parque de Suan Hin Maharaj establecido como un homenaje al monarca local en la celebración de su quinto cumpleaños. Doi Phaklong es la fuente principal de agua del río Yom. Su lugar más destacado es Phukhao Hin Pakarang (la llamada montaña de coral). Fue establecido el 6 de julio de 2007.
Su paisaje está constituido por montañas altas y escarpadas que se extienden desde la parte norte hasta el sur. Algunas áreas son planas con montañas con piedras que salen naturalmente del suelo. La mayor parte del área es un bosque mixto caducifolio insertado con un bosque seco siempre verde y un bosque de Dipterocarpio. Hay animales salvajes raros y casi extintos como la cabra montés, el ciervo ladrador, el oso negro, el jabalí verrugoso y varias aves. En los arroyos del bosque se encuentran muchas clases de pequeños peces, reptiles y anfibios.

### Clima
En algunas áreas, el área de la cima de la colina tiene afloramientos rocosos naturales intrincados, rocas calizas y tiene una belleza natural única. Debido al terreno escarpado de la montaña hay muchos tipos de plantas.
El invierno es bastante frío. La temperatura media es de unos 8-12 grados Celsius. El verano no es muy caluroso, la temperatura media es de unos 30 grados centígrados. La temporada de lluvias comienza generalmente a principios de mayo y concluye  en octubre. No se han recopilado datos sobre las precipitaciones.